# Partito Cristiano Sociale (Impero tedesco)
Il Partito Cristiano Sociale (CSP - in tedesco: Christlich-soziale Partei) fu un partito cristiano conservatore e antisemita nella Germania imperiale.

## Storia
Il CSP fu fondato da Adolf Stoecker a Berlino il 5 gennaio 1878, due giorni dopo gli eventi di Eiskeller, col nome di Partito Cristiano Sociale dei Lavoratori (CSAP) con pochi sostenitori in un piccolo locale a porte chiuse.Secondo gli obiettivi fondativi di Stoecker, "sarebbe dovuta diventare la grande alternativa politica e socio-politica alla socialdemocrazia" (Brakelmann). Dopo la sconfitta elettorale del 30 luglio 1878 (un totale di 2310 voti, di cui 1422 da Berlino), il partito ne trasse le conseguenze e dal 1881 si rivolse alla piccola borghesia conservatrice, chiamandosi d'ora in poi "Partito cristiano sociale".
Stoecker riuscì ad attirare l'attenzione dell'opinione pubblica all'inizio del 1878 opponendosi vigorosamente agli agitatori socialdemocratici nelle loro riunioni. Incoraggiato da un ampio consenso, decise di fondare un partito operaio "cristiano-sociale". Rappresentava soprattutto tesi cristiano-nazionaliste, antisocialiste e anticapitaliste.
Il partito ebbe come programma:
- Creazione di cooperative commerciali obbligatorie;
- Regolamentazione del sistema di apprendistato;
- Tribunali di arbitrato industriale;
- Fondi pensione obbligatori per vedove e orfani, invalidità e vecchiaia;
- Giornata lavorativa standard;
- Leggi industriali;
- Ripristino delle leggi contro l'usura;
- Imposte progressive sul reddito e sulle successioni.

Questo programma suscitò l'opposizione dei politici social-conservatori e l'impatto immediato sulla socialdemocrazia rimase molto limitato.

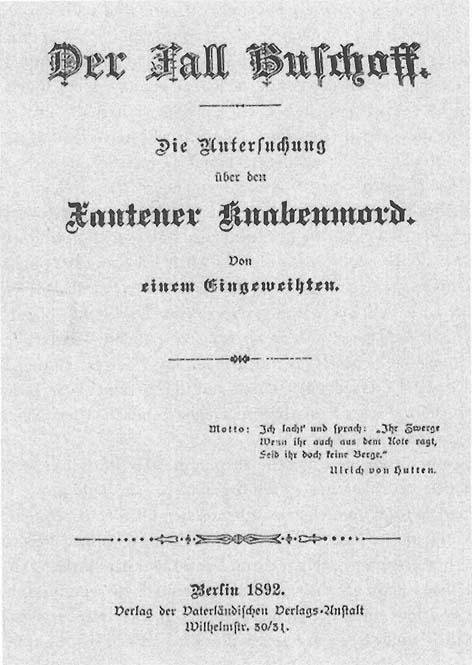
Testo Cristiano-Sociale sull'accusa di omicidio rituale a Xanten, 1892

Il partito si riallineò alle classi medio-basse e si unì al movimento antisemita. L'elemento unificante della contraddittoria miscela di programmi divenne l'antisemitismo: definiva "giudaizzati" i liberali di sinistra ed i socialisti, ma anche i loro antipodi, i proprietari del grande capitale. Una "internazionale ebraica" che cospirava a livello mondiale stava pianificando la distruzione, tra l'altro, del "popolo tedesco" (a cui i cristiano-sociali non aggiungevano i tedeschi ebrei). Il CSP si unì inizialmente al Partito Conservatore Tedesco (DKP). Al "Congresso del partito di Tivoli" del 1892, gli antisemiti della DKP, sotto la guida dei cristiano-sociali, riuscirono ad ancorare l'antisemitismo nel programma del partito. I cristiano-sociali parteciparono con grande impegno alle campagne antisemite degli anni Ottanta e Novanta dell'Ottocento. Tra i loro argomenti preferiti vi furono le accuse del sangue, che diffusero ampiamente nei loro giornali di partito e in altri scritti.
Dopo la separazione forzata dalla DKP nel 1896, causata dagli scandali del loro leader Adolf Stoecker, i cristiano-sociali - tornati a chiamarsi CSP - si allearono con altri gruppi antisemiti come la Federazione degli agricoltori ed il Partito Sociale Tedesco.
La contrapposizione che si sviluppò all'interno del Partito stesso, che nel frattempo si era diffuso in tutta la Germania, tra la corrente di Stoecker e una più giovane guidata dai pastori Friedrich Naumann e Paul Göhre, che poneva l'accento sul socialismo in modo più netto, portò a una separazione in due gruppi al congresso del Partito di Eisenach (1895), ma non ad una rottura definitiva. Alla fine del 1895, tuttavia, la direzione conservatricce del partito ripudiò decisamente l'orientamento di Naumann, che si raccolse attorno al giornale "Die Hilfe" (L'aiuto), e che portà alla fondazione dell'Associazione Nazional-Sociale.
La maggior parte dei membri del CSP, compreso il deputato del Reichstag Reinhard Mumm che subentrò a Stoecker nel suo collegio elettorale dopo la morte del leader, si unì al Partito Popolare Nazionale Tedesco alla sua fondazione nel 1918, ma lo lasciò intorno al 1929 a causa delle politiche antisociali di Alfred Hugenberg e si unì al Servizio Popolare Cristiano-Sociale.

## Presidenti o Direttori
- 1878-1909 Adolf Stoecker
- 1909-1912 Franz Behrens
- 1912-1916 Guglielmo Philipps
- 1916–1918 Georg Burckhardt, assistito da Wilhelm Wallbaum

## Risultati elettorali
I politici del CSP riuscirono a conquistare i seguenti collegi elettorali nelle elezioni del Reichstag dell'impero tedesco:
- Siegen - Wittgenstein - Biedenkopf (Adolf Stoecker 1898, 1903 e 1907, Reinhard Mumm 1912)
- Dillkreis - Oberwesterwaldkreis (Franz Behrens 1907 e 1912)
- Wetzlar - Altenkirchen (Georg Burckhardt 1903, 1907 e 1912)